# Aerodramus palawanensis
Aerodramus palawanensis là một loài chim trong họ Apodidae.